# Turgut Özal
Turgut Özal (Malatya, 1927. október 13. – 1993. április 17.) Törökország nyolcadik köztársasági elnöke, valamint miniszterelnöke volt. Adnan Menderes és Süleyman Demirel után a harmadik demokratikusan választott köztársasági elnököt 1989. november 9-én választotta meg a török parlament. 1991-ben az Öbölháborúban a koalíciót támogatta Irakkal szemben.

## Életrajzi adatok
Részben kurd családból származik. Elemi iskoláit Silifkében (Mersin tartomány) végezte, a középiskolát Mardinban (Mardin tartomány), a főiskolát Kayseriben (Kayseri tartomány). Az Isztambuli Műszaki Egyetemen szerzett villamosmérnöki diplomát 1950-ben. 1952–1953 között az Amerikai Egyesült Államokban folytatta tanulmányait. 
1958-ig különböző török vállalatoknál dolgozott, mint elektromérnök. 1961-ben – a katonai szolgálatot követően – szintén vezető beosztásokat töltött be állami cégeknél, valamint előadásokat tartott a Közel-keleti Műszaki Egyetemen (ODTÜ, Ankara).
1971–1973 között a Világbanknál dolgozott konzultánsként. Ezt követően török magáncégeknél volt vezető beosztásban egészen 1979-ig. Visszatért állami szolgálatba, és miniszterhelyettesi rangban dolgozott a Süleyman Demirel vezette kormányban az 1980. szeptember 12-i katonai puccsig bezárólag. A puccsisták kinevezték gazdasági ügyekért felelős államminiszternek és helyettes miniszterelnöknek 1982 júliusáig.

## Politikai karrierje
1983. május 20-án alapították meg az Anavatan Partisi-t (rövidítve: ANAVATAN), melynek egyből elnöke is lett. A párt megnyerte a választásokat, így lett Turgut Özal Törökország 19. miniszterelnöke 1983. december 13-án. 1987-ben újraválasztották.
1988. június 18-án a pártkongresszus alatt túlélt egy gyilkossági kísérletet. Megsebesítették az ujján, valamint egy másik lövedék a feje mellé ment. A merénylőt, Kartal Demirağt elfogták és életfogytiglani börtönre ítélték.
A Szovjetunió feloszlását követően Turgut Özal erőfeszítései következtében létrejött Közép-Ázsia török (türk) nyelvű országaiból egy szövetségesi rendszer, mint például Azerbajdzsánnal a Kaukázusban. Erkölcsi, gazdasági, és katonai támogatást nyújtott ez utóbbinak a Hegyi-Karabahi háborúban.

## Egyéb adatok
Turgut Özal a hivatalában, szívinfarktusban halt meg gyanús körülmények között 1993. április 17-én. A felesége, Semra Özal, azt állította, hogy megmérgezték egy limonádéval, s ezt követően a boncolás elmaradt, valamint halála után a vérmintái is összetörtek. Egy állami gyászszertartás keretében eltemették Isztambulban, példaképe, Adnan Menderes mauzóleuma mellett. A halála 14. évfordulóján ezrek gyűltek össze és emlékeztek meg róla Ankarában.
Feleségétől két fia és egy lánya született (Ahmet, Zeynep, Efe).

## Külső hivatkozások
- A köztársasági elnök honlapja (törökül) és (angolul)